# كأس خادم الحرمين الشريفين 2025–26
كأس خادم الحرمين الشريفين 2025–2026 هو النسخة الحادي والخمسون من مسابقة كأس خادم الحرمين الشريفين منذ انطلاقتها عام 1957، التي ينظمها الاتحاد السعودي لكرة القدم بمشاركة 32 فريقاً، تقام المسابقة من خمسـة مراحل، بنظام خروج المغلوب من مباراة واحدة في جميع الأدوار الإقصائية بدء من دور الثاني والثلاثين تم تقسيم الفرق المشاركة في هذه البطولة إلى مستويين، المستوى الأول هم أعلى (16) ناديًا حسب تصنيف دوري روشن السعودي للمحترفين قبل بدايته في نفس الموسم الذي تقام فيه مسابقة كأس خادم الحرمين الشريفين، ويضم المستوى الثاني بقية الأندية المشاركة وهي الناديان الأقل تصنيفًا من دوري روشن، بالإضافة إلى (14) ناديًا حسب تصنيف دوري أندية الدرجة الأولى قبل بدايته في نفس الموسم الذي تقام فيه المسابقة، تلعب المرحلة الأولى بمواجهة مباشرة على أرض الفريق صاحب المستوى الثاني حسب قرعة، على أن يتم إجراء قرعة مفتوحة بعد كل دور إقصائي حتى دور نصف النهائي من المسابقة.

### الجدول الزمني
جدول المسابقة على النحو التالي.
| تنظيم المسابقة | الدور       | نوع القرعة         | تاريخ سحب القرعة | خلال الفترة من | خلال الفترة من |
| -------------- | ----------- | ------------------ | ---------------- | -------------- | -------------- |
| خروج المغلوب   | دور 32      | قرعة موجهة/ مفتوحة | 2 يونيو 2025     | 21 سبتمبر 2025 | 24 سبتمبر 2025 |
| خروج المغلوب   | دور 16      | قرعة مفتوحة        | —                | 27 أكتوبر 2025 | 28 أكتوبر 2025 |
| خروج المغلوب   | ربع النهائي | قرعة مفتوحة        | —                | 22 ديسمبر 2025 | 23 ديسمبر 2025 |
| خروج المغلوب   | نصف النهائي | قرعة مفتوحة        | —                | 23 فبراير 2026 | 24 فبراير 2026 |
| خروج المغلوب   | النهائي     | —                  | —                | مايو 2026      | مايو 2026      |

### الفرق المشاركة
يشارك 32 فريقًا للمنافسة على لقب مسابقة كأس خادم الحرمين الشريفين 2025–2026، بمشاركة 18 فريق من دوري روشن السعودي بالإضافة إلى 14 فريق من دوري يلو للدرجة الأولى. أعلن الاتحاد السعودي لكرة القدم تحديد يوم 2 يونيو 2025 موعد قرعة بطولة كأس خادم الحرمين الشريفين للموسم الرياضي 2025-2026.
قسمت الفرق المشاركة في المرحلة الأولى إلى مستويين، ضمّ المستوى الأول أعلى 16 ناديًا حسب تصنيف دوري روشن السعودي للمحترفين وهي الاتحاد، الهلال، النصر، القادسية والأهلي، التعاون، الاتفاق، الفتح، الشباب، الفيحاء، ضمك، الخليج، الرياض، الأخدود، الخلود، ونيوم الصاعد حديثًا لدوري المحترفين السعودي. ويضم المستوى الثاني 16 فريقًا حيث جاء في هذا المستوى كل من الفرق الصاعدة حديثًا لدوري روشن السعودي وهما ناديي النجمة، الحزم والفرق الهابطة من دوري روشن الموسم الفائت وهم الوحدة والعروبة، الرائد، وأندية دوري يلو للدرجة الأولى وهم العدالة والبكيرية والطائي والجبلين وأبها والزلفي وجدة والباطن والعربي والجبيل والفيصلي.

#### الفرق المشاركة حسب توزيع الجغرافي
| م  | المستوى الأول (فرق دوري روشن السعودي) | المستوى الأول (فرق دوري روشن السعودي) | المستوى الأول (فرق دوري روشن السعودي)           | المستوى الأول (فرق دوري روشن السعودي) | م  | المستوى الثاني (فرق دوري روشن/يلو للدرجة الأولى) | المستوى الثاني (فرق دوري روشن/يلو للدرجة الأولى) | المستوى الثاني (فرق دوري روشن/يلو للدرجة الأولى)        | المستوى الثاني (فرق دوري روشن/يلو للدرجة الأولى) |
| م  | الفريق                                | المدينة                               | الملعب                                          | الحالة                                | م  | الفريق                                           | المدينة                                          | الملعب                                                  | الحالة                                           |
| -- | ------------------------------------- | ------------------------------------- | ----------------------------------------------- | ------------------------------------- | -- | ------------------------------------------------ | ------------------------------------------------ | ------------------------------------------------------- | ------------------------------------------------ |
| 1  | نادي الهلال                           | الرياض                                | ملعب المملكة أرينا                              | بطل سابق (11)                         | 1  | نادي النجمة                                      | عنيزة                                            | ملعب إدارة التعليم                                      | صعد إلى دوري روشن                                |
| 2  | نادي النصر                            | الرياض                                | الأول بارك                                      | بطل سابق (6)                          | 2  | نادي الحزم                                       | الرس                                             | ملعب مدينة الملك عبد الله الرياضية (بريدة)              | صعد إلى دوري روشن                                |
| 3  | النادي الأهلي                         | جدة                                   | ملعب الإنماء                                    | بطل سابق (13)                         | 3  | نادي الوحدة                                      | مكة المكرمة                                      | ملعب مدينة الملك عبدالعزيز الرياضية                     | هبط إلى دوري يلو للدرجة الأولى                   |
| 4  | نادي التعاون                          | بريدة                                 | ملعب نادي التعاون                               | بطل سابق (1)                          | 4  | نادي العروبة                                     | الجوف                                            | ملعب نادي العروبة                                       | هبط إلى دوري يلو للدرجة الأولى                   |
| 5  | نادي الاتحاد                          | جدة                                   | ملعب الإنماء                                    | آخر بطل توج باللقب (10)               | 5  | نادي الرائد                                      | بريدة                                            | ملعب نادي الرائد                                        | هبط إلى دوري يلو للدرجة الأولى                   |
| 6  | نادي الاتفاق                          | الدمام                                | ملعب إيجو                                       | بطل سابق (2)                          | 6  | النادي العربي                                    | عنيزة                                            | ملعب إدارة التعليم                                      |                                                  |
| 7  | نادي الفتح                            | الأحساء                               | ملعب مدينة الأمير عبد الله بن جلوي الرياضية     |                                       | 7  | نادي العدالة                                     | الأحساء                                          | ملعب مدينة الأمير عبد الله بن جلوي الرياضية             |                                                  |
| 8  | نادي الشباب                           | الرياض                                | ملعب نادي الشباب                                | بطل سابق (3)                          | 8  | نادي الفيصلي                                     | حرمة                                             | ملعب مدينة الملك سلمان بن عبد العزيز الرياضية (المجمعة) | بطل سابق (1)                                     |
| 9  | نادي الفيحاء                          | المجمعة                               | ملعب مدينة الملك سلمان بن عبد العزيز الرياضية   | بطل سابق (1)                          | 9  | نادي الباطن                                      | حفر الباطن                                       | ملعب نادي الباطن                                        |                                                  |
| 10 | نادي ضمك                              | خميس مشيط                             | ملعب نادي ضمك                                   |                                       | 10 | نادي الجبلين                                     | حائل                                             | ملعب مدينة الأمير عبد العزيز بن مساعد الرياضية          |                                                  |
| 11 | نادي الخليج                           | سيهات                                 | ملعب مدينة الأمير محمد بن فهد الرياضية (الدمام) |                                       | 11 | نادي الطائي                                      | حائل                                             | ملعب مدينة الأمير عبد العزيز بن مساعد الرياضية          |                                                  |
| 12 | نادي القادسية                         | الخبر                                 | ملعب مدينة الأمير محمد بن فهد الرياضية (الدمام) |                                       | 12 | نادي الزلفي                                      | الزلفي                                           | ملعب نادي الزلفي                                        |                                                  |
| 13 | نادي الخلود                           | الرس                                  | ملعب نادي الحزم                                 |                                       | 13 | نادي الجبيل                                      | محافظة الجبيل                                    | ملعب نادي الجبيل                                        |                                                  |
| 14 | نادي الرياض                           | الرياض                                | ملعب مدينة الأمير فيصل بن فهد الرياضية          |                                       | 14 | نادي جدة                                         | جدة                                              | ملعب مدينة الأمير عبد الله الفيصل الرياضية              |                                                  |
| 15 | نادي الأخدود                          | نجران                                 | ملعب مدينة الأمير هذلول بن عبد العزيز الرياضية  |                                       | 12 | نادي أبها                                        | أبها                                             | ملعب مدينة الأمير سلطان بن عبد العزيز (خميس مشيط)       |                                                  |
| 16 | نادي نيوم                             | تبوك                                  | مدينة الملك خالد الرياضية                       | صعد إلى دوري روشن                     | 16 | نادي البكيرية                                    | البكيرية                                         | استاد مدينة الملك عبد الله الرياضية (بريدة)             |                                                  |

### دور الثاني والثلاثين

#### قرعة دور الثاني والثلاثين
سحبت يوم الاثنين 2 يونيو 2025 قرعة دور الثاني والثلاثين من بطولة كأس خادم الحرمين الشريفين للموسم الرياضي 2025-2026، في مقرّ استوديوهات قنوات "SSC" الرياضية في العاصمة الرياض، شارك نعيم البكر رئيس لجنة المسابقات في الاتحاد السعودي لكرة القدم في تقديم مراسم القرعة وعرض آلية القرعة بنظامها الجديد للحضور من ممثلي الأندية والرياضيين ووسائل الإعلام. قبل بدء اجراءت القرعة تم وضع وعائين منفصلين لكل مستوى، احتوت أوعية كل من المستوى الأول والمستوى الثاني على كرات متماثل الشكل بعدد الفرق المشاركة، بداخل كل واحدة منها اسم الفريق المشارك في البطولة، بدأت إجراءات القرعة لتحديد المباراة رقم 1 بسحب كرة واحدة من كرات المستوى الثاني ومن ثم سحب كرة واحدة من كرات المستوى الأول، ليكون الفريق من المستوى الثاني هو المستضيف و تعتبر الفريق من المستوى الأول هو الفريق الضيف، ثم تم تكرار عملية السحب والاقتراع بذات الطريقة وتسكين باقي المباريات بالترتيب تصاعدياً حتى المباراة رقم (16) من دور الثاني والثلاثين. نظمة آلية القرعة بحيث تكون قرعة مفتوحة وموجهة إذ تحدد مواجهات مباشرة بين فرق مستوى الأول مقابل وعلى أرض فرق من المستوى الثاني.
|  |  |  |  |  |  |  |  |  |  |  |  | وعاء (1) فرق المستوى الثاني (16 فريق) | وعاء (1) فرق المستوى الثاني (16 فريق) | وعاء (1) فرق المستوى الثاني (16 فريق) | وعاء (1) فرق المستوى الثاني (16 فريق) | وعاء (1) فرق المستوى الثاني (16 فريق)         | وعاء (1) فرق المستوى الثاني (16 فريق)         |                                               |                                               |                                               |                                               |  |  |                                           |                                           |                                           |                                           | وعاء (2) فرق المستوى الأول (16 فريق)      | وعاء (2) فرق المستوى الأول (16 فريق)      | وعاء (2) فرق المستوى الأول (16 فريق) | وعاء (2) فرق المستوى الأول (16 فريق) | وعاء (2) فرق المستوى الأول (16 فريق) | وعاء (2) فرق المستوى الأول (16 فريق) |  |  |  |  |  |  |  |  |  |  |  |  |  |  |
|  |  |  |  |  |  |  |  |  |  |  |  | وعاء (1) فرق المستوى الثاني (16 فريق) | وعاء (1) فرق المستوى الثاني (16 فريق) | وعاء (1) فرق المستوى الثاني (16 فريق) | وعاء (1) فرق المستوى الثاني (16 فريق) | وعاء (1) فرق المستوى الثاني (16 فريق)         | وعاء (1) فرق المستوى الثاني (16 فريق)         |                                               |                                               |                                               |                                               |  |  |                                           |                                           |                                           |                                           | وعاء (2) فرق المستوى الأول (16 فريق)      | وعاء (2) فرق المستوى الأول (16 فريق)      | وعاء (2) فرق المستوى الأول (16 فريق) | وعاء (2) فرق المستوى الأول (16 فريق) | وعاء (2) فرق المستوى الأول (16 فريق) | وعاء (2) فرق المستوى الأول (16 فريق) |  |  |  |  |  |  |  |  |  |  |  |  |  |  |
|  |  |  |  |  |  |  |  |  |  |  |  |                                       |                                       |                                       |                                       |                                               |                                               |                                               |                                               |                                               |                                               |  |  |                                           |                                           |                                           |                                           |                                           |                                           |                                      |                                      |                                      |                                      |  |  |  |  |  |  |  |  |  |  |  |  |  |  |
|  |  |  |  |  |  |  |  |  |  |  |  |                                       |                                       |                                       |                                       |                                               |                                               |                                               |                                               |                                               |                                               |  |  |                                           |                                           |                                           |                                           |                                           |                                           |                                      |                                      |                                      |                                      |  |  |  |  |  |  |  |  |  |  |  |  |  |  |
|  |  |  |  |  |  |  |  |  |  |  |  |                                       |                                       |                                       |                                       | الفريق من المستوى الثاني يمثل الفريق المستضيف | الفريق من المستوى الثاني يمثل الفريق المستضيف | الفريق من المستوى الثاني يمثل الفريق المستضيف | الفريق من المستوى الثاني يمثل الفريق المستضيف | الفريق من المستوى الثاني يمثل الفريق المستضيف | الفريق من المستوى الثاني يمثل الفريق المستضيف |  |  | الفريق من المستوى الأول يمثل الفريق الضيف | الفريق من المستوى الأول يمثل الفريق الضيف | الفريق من المستوى الأول يمثل الفريق الضيف | الفريق من المستوى الأول يمثل الفريق الضيف | الفريق من المستوى الأول يمثل الفريق الضيف | الفريق من المستوى الأول يمثل الفريق الضيف |                                      |                                      |                                      |                                      |  |  |  |  |  |  |  |  |  |  |  |  |  |  |

#### نتائج قرعة دور الثاني والثلاثين
بإجراء قرعة بطولة كأس خادم الحرمين الشريفين للموسم الرياضي 2025-2026 بالتنظيم الجديد للقرعة من خلال تحديد مستويين للفرق المشاركة، ضم المستوى الأول فرق دوري روشن سعودي للموسم الحالي باستثناء النجمة والحزم اللذين حضرا في المستوى الثاني مع فرق دوري يلو للدرجة الأولى، أسفرت قرعة دور الثاني والثلاثين لبطولة كأس خادم الحرمين عن مواجهات مواجهات أبرزها قمة تجمع بين الوحدة والاتحاد، وأخرى بين العدالة والهلال، في حين يلتقي النصر مع فريق جدة، والشباب مع أبها، والأهلي لملاقاة العربي. والفيصلي أمام التعاون، ويلاقي العروبة القادسية، أما البكيرية فيواجه الخلود، ويتجدد اللقاء بين الجبلين والفتح، ويستضيف النجمة نظيره نادي ضمك ويحل نادي الرياض ضيفاً على نادي الصفا. وسيكون الحزم في مهمة أمام نيوم، ويلاقي الجبيل منافسه الرياض، ويلتقي الطائي الخليج بمدينة حائل. أما الرائد فيواجه الأخدود، ويستضيف الباطن الاتفاق، والنجمة يلاقي ضمك، وأخيراً الزلفي يواجه الفيحاء.

#### مباريات دور الثاني والثلاثين
أوضح حساب مسابقة كأس خادم الحرمين الشريفين الفترة من 21 إلى 24 من شهر سبتمبر 2025 موعدًا لإقامة مباريات دور الثاني والثلاثين من بطولة كأس خادم الحرمين الشريفين، تلعب المسابقة بنظام خروج المغلوب من مواجهة واحدة، 
جميع الأوقات حسب التوقيت المحلي (ت ع م+03:00).
| 1 24-21 سبتمبر 2025 | العربي | ضدّ | الأهلي | عنيزة |
| (ت ع م+03:00)       |        |    |        |       |

| 2 24-21 سبتمبر 2025 | الفيصلي | ضدّ | التعاون | المجمعة |
| (ت ع م+03:00)       |         |    |         |         |

| 3 24-21 سبتمبر 2025 | العروبة | ضدّ | القادسية | سكاكا |
| (ت ع م+03:00)       |         |    |          |       |

| 4 24-21 سبتمبر 2025 | البكيرية | ضدّ | الخلود | بريدة |
| (ت ع م+03:00)       |          |    |        |       |

| 5 24-21 سبتمبر 2025 | الجبلين | ضدّ | الفتح | حائل |
| (ت ع م+03:00)       |         |    |       |      |

| 6 24-21 سبتمبر 2025 | جدة | ضدّ | النصر | جدة |
| (ت ع م+03:00)       |     |    |       |     |

| 7 24-21 سبتمبر 2025 | الحزم | ضدّ | نيوم | الرس |
| (ت ع م+03:00)       |       |    |      |      |

| 8 24-21 سبتمبر 2025 | الجبيل | ضدّ | الرياض | الدمام |
| (ت ع م+03:00)       |        |    |        |        |

| 9 24-21 سبتمبر 2025 | الطائي | ضدّ | الخليج | حائل |
| (ت ع م+03:00)       |        |    |        |      |

| 10 24-21 سبتمبر 2025 | الرائد | ضدّ | الأخدود | بريدة |
| (ت ع م+03:00)        |        |    |         |       |

| 11 24-21 سبتمبر 2025 | أبها | ضدّ | الشباب | أبها |
| (ت ع م+03:00)        |      |    |        |      |

| 12 24-21 سبتمبر 2025 | الباطن | ضدّ | الاتفاق | حفر الباطن |
| (ت ع م+03:00)        |        |    |         |            |

| 13 24-21 سبتمبر 2025 | العدالة | ضدّ | الهلال | الأحساء |
| (ت ع م+03:00)        |         |    |        |         |

| 14 24-21 سبتمبر 2025 | الوحدة | ضدّ | الاتحاد | مكة المكرمة |
| (ت ع م+03:00)        |        |    |         |             |

| 15 24-21 سبتمبر 2025 | النجمة | ضدّ | ضمك | عنيزة |
| (ت ع م+03:00)        |        |    |     |       |

| 16 24-21 سبتمبر 2025 | الزلفي | ضدّ | الفيحاء | الزلفي |
| (ت ع م+03:00)        |        |    |         |        |